# Voglia e f'ammore
Voglia e f'ammore è un album del cantante siciliano Gianni Celeste, cantato in lingua napoletana, pubblicato nel 2011.

## Tracce
1. Voglia e f'ammore
2. Sei Importante
3. Nun te fà sentì
4. N'anima tradita
5. Perla Nera
6. Un amore impossibile
7. Ti amo
8. Luna